# 變形金剛：超神 Master Force
變形金剛：超神 Master Force(英文直譯:Transformer: Super God Master Force)是由日本東映公司在1988年所製作的變形金剛之動畫作品，為變形金剛：頭領戰士之續集，共47集。
本作和之前作品的不同在於本作偏向《超人力霸王》系列等怪獸特攝作品般的等身大英雄/巨大變身英雄風格。博派的變形金剛分成了偽裝成人類的隱者戰士（Pretender）與由人類變身而成的少年頭領戰士（Headmaster Jr.）與超神戰士（Godmaster）。狂派的角色則分為偽裝成怪物的偽裝者與由人類變身而成的少年頭領戰士與超神戰士。

## 劇情概要
頭領戰士中的大戰完結後，地球和平了一段日子。可是好景不常，潛伏在地球的狂派軍又再度活動，於是已漸漸融入了人類社會的博派偽裝者隱者戰士便再度出擊，由鉄鷹(Hawk/Metal Hawk)帶領，對抗由吉加(Giga)及美加(Mega)兩名人類所指揮的狂派。
中期以後的博派指揮官則由一位超神戰士名為迅雷(ジンライ)的青年卡車司機接任。迅雷可以與貨櫃部分合體成為超級迅雷(スーパージンライ)，身高增高到15公尺，力量提高五倍，還可以再與神彈(ゴッドボンバー)進行超神合體成為最終形態的超神迅雷(ゴッドジンライ)，力量再提高五倍。
在最後一場戰鬥中，博派成功了擊敗這次戰爭的幕後黑手惡魔Ｚ(Devil Z)。惡魔Ｚ在死了之後放出了一種物質，使得超神戰士及少年頭領戰士與機器身體分離，而機器身體成為了具有獨立意識的變形金剛。為了追擊逃離地球的狂派，變形金剛超神迅雷帶著博派離開了地球。

## 漫畫版
漫畫版在背景設定方面，基本上是與動畫版差不多的，但是故事的發展卻與動畫版不一樣，尤其是在漫畫版最終回的時候，博派與狂派的人類成員一起聯手對抗惡魔Ｚ。此外，漫畫版對於超神戰士（Godmaster）的由來也較有介紹。基本上漫畫版超神 Master Force與動畫版是互為平行世界的關係。

## 關於迅雷的外表
由於時常有觀眾分不清楚迅雷與柯博文的關係，因為兩人的外觀幾乎一模一樣，這是因為動力戰士（Powermaster）版的柯博文到了日本後改名稱為迅雷之因素。
在本作的設定中，原本有一套新的變形金剛軀體是要作為頭領星的英雄所使用。而這套軀體則是參考了柯博文所設計的。後來這套新身體跟著其他超神戰士的身軀被惡魔Ｚ偷走而帶到了地球來，隨後就失蹤了。而這套新身軀在偶然的情況之下被迅雷拿到，使迅雷成為了超神戰士。簡單的說，迅雷使用了參考柯博文而設計的身體，所以兩人才會長得幾乎一樣。
在漫畫版中，霍克還對迅雷說了：「莫非你是柯博文的轉世？」

## 各集標題
43-46話首播時部分地區未放映。
1. 立て!!プリテンダー
2. 恐怖!デストロンの人間狩り
3. 誘拐!?狙われたジャンボジェット
4. 誕生!ヘッドマスターJr.
5. 大暴れ!!ルール無用の小さな悪魔
6. 行けゴーシューター 荒野の対決
7. パニック!野生動物を守れ!!
8. 超戦士 ゴッドマスター兄弟
9. 激戦!!サイバトロン危うし
10. 選ばれたヒーロー その名はジンライ
11. ジンライ 怒りのゴッドオン!!
12. 奇妙な友情 キャンサーとミネルバ
13. 敵か味方か!?モンスターの正体!!
14. ゴッドマスタージンライを抹殺せよ
15. 壮絶!!スーパージンライ誕生
16. ライトフット 劇的なる出逢い
17. 敵?第三のゴッドマスター レインジャー
18. 強敵!!さすらいのシックスナイト
19. 勢揃い!ゴッドマスター四銃士
20. サイバトロン戦士 シックスナイト?!
21. 少女を救え!超神戦士ゴッドマスター
22. 生か?死か?絶体絶命ライトフット
23. デストロンの黒い罠をあばけ!
24. スーパージンライ砂漠に散る!?
25. 破られるか!ボンバー計画
26. ゴッドジンライ 宇宙へ!!
27. ゴッドジンライ 月面の対決
28. オーバーロード 超魂竜巻の恐怖
29. 脱出!!海底火山大爆発
30. ゴッドボンバーを破壊せよ!!
31. 出現!!最後のゴッドマスター
32. 秘密指令!サイバトロン基地を破壊せよ!!
33. ピンチ!サイバトロン基地大爆発
34. ブラックザラック 宇宙からの破壊者
35. 危機!人類滅亡の日
36. ゴッドジンライ キャンサーを救う!?
37. ゴッドジンライ デストロン基地の決戦
38. 究極合体!!新生命体ブラックザラック
39. 死闘!!ゴッドジンライVS新生ダークウイングス
40. サイバトロン!決死のアタック!!
41. 極悪非道!デビルZの正体
42. 戦闘（たたかい）…そして
43. 戦え!スーパージンライ（総集編）
44. ボンバー計画発令!ゴッドジンライ誕生（総集編）
45. ゴッドボンバーの秘密!（総集編）
46. 大逆転!サイバトロン戦士!（総集編）
47. マスターフォースで君もトランスフォーム（総集編）

## 備註
- 本作雖然有前作「變形金剛：頭領戰士」的角色登場，但是並沒有特別強調這部與過去作品的關聯性，即使這部作品也算是日本Generation 1的作品之一。

## 註記
1. ↑  由於製作年代是1988年的關係，因此作品中許多場景看起來並不像是21世紀的情況
2. ↑  Official Transformers Collectors' Club Newsletter